# Flying from Justice
Flying from Justice er en britisk stumfilm fra 1915 af Percy Nash.

## Medvirkende
- Gregory Scott som Charles Baring.
- Joan Ritz som Winnie.
- Douglas Payne som John Gully.
- Alice Moseley som Mildred Parkes.
- Fred Morgan som James Woodruffe.